# Devin Druid
Devin Druid, né le 27 janvier 1998 en Virginie, est un acteur américain.
Il est surtout connu pour son rôle de Tyler Down dans la série télévisée américaine, 13 Reasons Why.

## Biographie

### Carrière
En 2017, il rejoint le casting principal de la série télévisée américaine de Netflix, 13 Reasons Why, dans le rôle de Tyler Down. La série est produite notamment par Selena Gomez, est diffusée depuis le 31 mars 2017 sur Netflix,,.

## Filmographie

### Cinéma

#### Longs métrages
- 2010 : Project X
- 2013 : Troop 491: the Adventures od Muddy Lions de Praheme : Melvin
- 2015 : Back Home (Louder Than Bombs) de Joachim Trier : Conrad
- 2016 : Sugar! de Shari Berman : Danny
- 2016 : Macbeth Unhinged de Angus Macfadyen : le garçon Macduff
- 2016 : Le Teckel (Wiener-Dog) de Todd Solondz : Swight
- 2016 : Imperium de Daniel Ragussis : Johnny
- 2020 : USS Greyhound : La Bataille de l'Atlantique (Greyhound) d'Aaron Schneider

#### Court métrage
- 2013 : Disgrace de J. Casey Modderno : Milo

### Télévision

#### Séries télévisées
- 2012 : Fatal Encounters : Jesse Schwartz jeune (1 épisode)
- 2014 : Olive Kitteridge (mini-série) : Christopher à 13 ans (2 épisodes)
- 2014 : Those Who Kill : Nathan jeune (1 épisode)
- 2014 : Louie : Louie jeune (2 épisodes)
- 2016 : House of Cards : Danny (1 épisode)
- 2017-2020 : 13 Reasons Why : Tyler Down (49 épisodes ; série terminée le 5 juin 2020)
- 2018 : 9-1-1 : (dans la Saison 1 Épisode 9)

## Distinctions
Sauf indication contraire, les informations mentionnées dans cette section peuvent être confirmées par la base de données cinématographiques IMDb,  présente dans la section « Liens externes ».